# Yrka dahmsi
Yrka dahmsi är en stekelart som beskrevs av Boucek 1988. Yrka dahmsi ingår i släktet Yrka och familjen puppglanssteklar. Inga underarter finns listade i Catalogue of Life.